# Seznam památných stromů v okrese Vsetín
Toto je seznam památných stromů v okrese Vsetín, v němž jsou uvedeny památné stromy na území okresu Vsetín.
| Název                                        | Obrázek                                                                            | Umístění                                                       | Druh                                   | Obvod [v cm] | Kód wikidata     | Galerie | Poznámka |
| -------------------------------------------- | ---------------------------------------------------------------------------------- | -------------------------------------------------------------- | -------------------------------------- | --- | ---------------- | --- | --- |
| Dolnodvorecké jilmy †                        |                                                                                    | Branky                                                         | jilm habrolistý (4)                    | & Chyba ve výrazu: Neočekávaný operátor / Chyba ve výrazu: Neočekávaný operátor / Chyba ve výrazu: Neočekávaný operátor / Chyba ve výrazu: Neočekávaný operátor / Chyba ve výrazu: Neočekávaný operátor / Chyba ve výrazu: Neočekávaný operátor / Chyba ve výrazu: Neočekávaný operátor / Chyba ve výrazu: Neočekávaný operátor / Chyba ve výrazu: Neočekávaný operátor / Chyba ve výrazu: Neočekávaný operátor / Chyba ve výrazu: Neočekávaný operátor / Chyba ve výrazu: Neočekávaný operátor / Chyba ve výrazu: Neočekávaný operátor / Chyba ve výrazu: Neočekávaný operátor / Chyba ve výrazu: Neočekávaný operátor / -1.0000-0 | 105190           | | Na břehu potoka před budou statku; obvod kmenů od 300 cm do 470 cm |
| Dub v Brankách                               |                                                                                    | Branky 49°27′45″ s. š., 17°55′18″ v. d.                        | dub letní                              | 462 | 100048 Q26783508 | | Dub letní, jehož stáří je odhadováno na 200 let, roste na břehu potoka Loučka v obci Branky na Moravě. Dub má obvod kmene 462 cm a výšku 22 m. |
| Dub v Brankách                               |                                                                                    | Branky 49°27′33″ s. š., 17°54′24″ v. d.                        | dub letní                              | 360 | 100051 Q26783519 | | Nedaleko vlakového nádraží v Brankách na Moravě roste staletý dub letní. Jeho výška je 23 m a obvod kmene 360 cm. |
| Pivodův tis                                  |                                                                                    | Brňov 49°26′8″ s. š., 17°59′12″ v. d.                          | tis červený                            | 130 | 100047 Q26783505 | | Tis červený o obvodu kmene 130 cm a výšce 15 m roste v místní části Valašského Meziříčí. Přibližně před 110 lety jej zde vysadil jeden z předků dnešních majitelů, pan Pivoda. |
| Kobzova lípa                                 | Kobzova lípa                                                                       | Francova Lhota 49°12′26″ s. š., 18°7′25″ v. d.                 | lípa velkolistá                        | 740 | 100059 Q11985239 | | V obci u usedlostí čp. 67, 76, 77 na kopci |
| Hornolidečská lípa †                         |                                                                                    | Horní Lideč 49°10′36″ s. š., 18°3′32″ v. d.                    | lípa velkolistá                        | 410 | 100069           | | V obci za dopem čp. 71 |
| Hornolidečský dub †                          |                                                                                    | Horní Lideč 49°10′37″ s. š., 18°3′48″ v. d.                    | dub letní                              | 686 | 100070 Q26783567 | | V obci. Ochrana zrušena 12. ledna 2024 |
| Kachtíkovy lípy                              | Kachtíkovy lípy                                                                    | Hošťálková 49°21′22″ s. š., 17°52′6″ v. d.                     | lípa velkolistá (2)                    | & Chyba ve výrazu: Neočekávaný operátor / Chyba ve výrazu: Neočekávaný operátor / Chyba ve výrazu: Neočekávaný operátor / Chyba ve výrazu: Neočekávaný operátor / Chyba ve výrazu: Neočekávaný operátor / Chyba ve výrazu: Neočekávaný operátor / Chyba ve výrazu: Neočekávaný operátor / Chyba ve výrazu: Neočekávaný operátor / Chyba ve výrazu: Neočekávaný operátor / Chyba ve výrazu: Neočekávaný operátor / Chyba ve výrazu: Neočekávaný operátor / Chyba ve výrazu: Neočekávaný operátor / Chyba ve výrazu: Neočekávaný operátor / Chyba ve výrazu: Neočekávaný operátor / Chyba ve výrazu: Neočekávaný operátor / -1.0000-0 | 100042 Q26783366 | | Ve dvoře památkově chráněné usedlosti Hajnušov |
| Lípy v Hrachovci                             |                                                                                    | Hrachovec 49°27′50″ s. š., 17°59′54″ v. d.                     | lípa velkolistá (2)                    | & Chyba ve výrazu: Neočekávaný operátor / Chyba ve výrazu: Neočekávaný operátor / Chyba ve výrazu: Neočekávaný operátor / Chyba ve výrazu: Neočekávaný operátor / Chyba ve výrazu: Neočekávaný operátor / Chyba ve výrazu: Neočekávaný operátor / Chyba ve výrazu: Neočekávaný operátor / Chyba ve výrazu: Neočekávaný operátor / Chyba ve výrazu: Neočekávaný operátor / Chyba ve výrazu: Neočekávaný operátor / Chyba ve výrazu: Neočekávaný operátor / Chyba ve výrazu: Neočekávaný operátor / Chyba ve výrazu: Neočekávaný operátor / Chyba ve výrazu: Neočekávaný operátor / Chyba ve výrazu: Neočekávaný operátor / -1.0000-0 | 100071 Q26783338 | | Dvě lípy velkolisté, mezi kterými stojí kříž, rostou na okraji místní části Hrachovec směrem na Valašské Meziříčí. Jejich věk je odhadován na 200 let, obvody kmenů mají 460 a 546 cm a jejich výška je okolo 20 m. |
| Hrachovecký tis                              | Hrachovecký tis                                                                    | Hrachovec 49°27′52″ s. š., 18°0′2″ v. d.                       | tis červený                            | 180 | 100062 Q26783546 | Kategorie „Tis červený (Hrachovec)“ na Wikimedia Commons                                                            | Na zahradě u rodinného domu č.p. 161 v místní části Hrachovec roste tis červený, jehož stáří je odhadováno na 220 let. Jedná se o dvojkmen s obvody 123 a 97 cm a výškou cca 10 m. |
| Dub v Jasenici                               | Dub v Jasenici                                                                     | Jasenice u Valašského Meziříčí 49°31′8″ s. š., 17°57′58″ v. d. | dub letní                              | 333 | 100053 Q26783526 | | Dub letní tvořící krajinnou dominantu v Jasenici má obvod kmene 358 cm a výšku 18 m. Dub roste na okraji zahrady u rodinného domu č.p. 32. Jeho stáří je odhadováno na 120 let. |
| Dub ČSOP                                     |                                                                                    | Jasenka 49°22′1″ s. š., 18°0′34″ v. d.                         | dub letní                              | 343 | 100054 Q26783528 | | Na okraji lesního porostu, na mírném jižním svahu v lokalitě "U Matošků" |
| Hrušeň u prameniště Břehy                    |                                                                                    | Jasenka 49°22′1″ s. š., 17°59′17″ v. d.                        | hrušeň obecná                          | 306 | 106169 Q73599758 | | Okraj louky na západním svahu nad PP Mokřady Vesník |
| Tkadlečkova babyka                           |                                                                                    | Jasenka 49°21′16″ s. š., 18°0′16″ v. d.                        | javor babyka                           | 257 | 106167 Q73599745 | | Západní svah nad místí částí Vsetína Horní Jasenka v remízku oddělujícím zástavbu od navazujících pastvin na horním konci ulice Pod Babykou |
| Lípa u Kamasů                                |                                                                                    | Kateřinice u Vsetína 49°23′53″ s. š., 17°52′16″ v. d.          | lípa velkolistá                        | 680 | 104856 Q26789508 | | Na louce pod cestou, lokalita "Na Ojičné" |
| Lípy na Hůrkách                              |                                                                                    | Kelč                                                           | lípa malolistá (3)                     | & Chyba ve výrazu: Neočekávaný operátor / Chyba ve výrazu: Neočekávaný operátor / Chyba ve výrazu: Neočekávaný operátor / Chyba ve výrazu: Neočekávaný operátor / Chyba ve výrazu: Neočekávaný operátor / Chyba ve výrazu: Neočekávaný operátor / Chyba ve výrazu: Neočekávaný operátor / Chyba ve výrazu: Neočekávaný operátor / Chyba ve výrazu: Neočekávaný operátor / Chyba ve výrazu: Neočekávaný operátor / Chyba ve výrazu: Neočekávaný operátor / Chyba ve výrazu: Neočekávaný operátor / Chyba ve výrazu: Neočekávaný operátor / Chyba ve výrazu: Neočekávaný operátor / Chyba ve výrazu: Neočekávaný operátor / -1.0000-0 | 106303 Q76810036 | | Dominantní skupina dřevin na návrší Hůrky západně od vesnice Komárovice; stáří 130, 130 a 110 let; obvod kmene 285, 255 a 210 cm; výška 18, 18 a 14 m. |
| Lípa u Pitrunů                               | Památná lípa U Pitrunů v Kelči poblíž čp. 191                                      | Kelč-Staré Město 49°28′39″ s. š., 17°49′21″ v. d.              | lípa velkolistá                        | 260 | 104652 Q26789310 | | Lípa velkolistá o obvodu kmene 245 cm a výšce 18 m roste v centru města Kelč před domem č.p. 189. Její stáří je odhadováno na 100 let. |
| Lípa Vladimíra Šišáka                        | Lípa Vladimíra Šišáka                                                              | Kelč-Staré Město 49°28′17″ s. š., 17°49′25″ v. d.              | lípa velkolistá                        | 300 | 104687 Q26789329 | | Na břehu říčky Juhyně v Kelči roste lípa velkolistá (Tilia platyphyllos) o výšce 18 m a obvodu kmene 307 cm, ke které se váže tragický příběh z 2. světové války. 8.12.1944 byl na ní oběšen mladý, teprve pětadvacetiletý partyzán Vladimír Šišák. Stáří lípy se odhaduje na 100 let. |
| Helštýnské lípy                              | Helštýnské lípy                                                                    | Krásno nad Bečvou 49°29′3″ s. š., 17°59′6″ v. d.               | lípa srdčitá (4)                       | & Chyba ve výrazu: Neočekávaný operátor / Chyba ve výrazu: Neočekávaný operátor / Chyba ve výrazu: Neočekávaný operátor / Chyba ve výrazu: Neočekávaný operátor / Chyba ve výrazu: Neočekávaný operátor / Chyba ve výrazu: Neočekávaný operátor / Chyba ve výrazu: Neočekávaný operátor / Chyba ve výrazu: Neočekávaný operátor / Chyba ve výrazu: Neočekávaný operátor / Chyba ve výrazu: Neočekávaný operátor / Chyba ve výrazu: Neočekávaný operátor / Chyba ve výrazu: Neočekávaný operátor / Chyba ve výrazu: Neočekávaný operátor / Chyba ve výrazu: Neočekávaný operátor / Chyba ve výrazu: Neočekávaný operátor / -1.0000-0 | 100033 Q26783336 | Kategorie „Helštýnské lípy“ na Wikimedia Commons                                                                    | Čtyři lípy malolisté o obvodech kmenů 510, 425, 320 a 660 cm a výšce kolem 20 m rostou u památníku obětem II. světové války na vrcholu kopce Helštýn ve Valašském Meziříčí. Lípy byly vysazeny v první polovině 18. století kolem dřevěné stavby sloužící k odpočinku panstva po honech v oboře. Dvě z lip musely být v předešlých letech z provozně-bezpečnostních důvodů radikálně ořezány. |
| Dub na Jehličné                              | Dub na Jehličné                                                                    | Krhová 49°29′44″ s. š., 18°0′26″ v. d.                         | dub letní                              | 520 | 100068 Q26783562 | Kategorie „Dub na Jehličné“ na Wikimedia Commons                                                                    | U bývalé restaurace v Krhové roste dub letní o výšce 18 m a obvodu kmene 520 cm. Jeho stáří, podle některých pramenů až 690 let, je ve skutečnosti asi 300 let. V roce 2014 musel být dub z provozně-bezpečnostních důvodů ořezán na torzo. |
| Dub v Kunovicích                             | Dub v Kunovicích                                                                   | Kunovice 49°26′25″ s. š., 17°49′7″ v. d.                       | dub letní                              | 270 | 100049 Q26783512 | | V areálu nádraží ČD Kunovice-Loučka roste ve skupině dalších stromů památný dub letní o obvodu kmene 270 cm, výšce 20 m a odhadovaném stáří 100 let. |
| Lačnovská babyka                             |                                                                                    | Lačnov 49°10′46″ s. š., 18°1′21″ v. d.                         | javor babyka                           | 345 | 100063 Q26783550 | | Na konci sadu východně od obce, vpravo od silnice Horní Lideč-Lačnov |
| Lípy u Janáčů                                | Lípy u Janáčů                                                                      | Lačnov 49°10′42″ s. š., 18°0′57″ v. d.                         | lípa velkolistá (1) lípa malolistá (1) | & Chyba ve výrazu: Neočekávaný operátor / Chyba ve výrazu: Neočekávaný operátor / Chyba ve výrazu: Neočekávaný operátor / Chyba ve výrazu: Neočekávaný operátor / Chyba ve výrazu: Neočekávaný operátor / Chyba ve výrazu: Neočekávaný operátor / Chyba ve výrazu: Neočekávaný operátor / Chyba ve výrazu: Neočekávaný operátor / Chyba ve výrazu: Neočekávaný operátor / Chyba ve výrazu: Neočekávaný operátor / Chyba ve výrazu: Neočekávaný operátor / Chyba ve výrazu: Neočekávaný operátor / Chyba ve výrazu: Neočekávaný operátor / Chyba ve výrazu: Neočekávaný operátor / Chyba ve výrazu: Neočekávaný operátor / -1.0000-0 | 104365 Q26783351 | Kategorie „Lípy u Janáčů (Lačnov)“ na Wikimedia Commons                                                             | V centru obce pod památkově chráněnou dřevěnicí |
| Památné lípy Růženy Šopové a Karla Vařáka    |                                                                                    | Lačnov 49°12′37″ s. š., 17°59′15″ v. d.                        | lípa velkolistá (1) lípa malolistá (1) | & Chyba ve výrazu: Neočekávaný operátor / Chyba ve výrazu: Neočekávaný operátor / Chyba ve výrazu: Neočekávaný operátor / Chyba ve výrazu: Neočekávaný operátor / Chyba ve výrazu: Neočekávaný operátor / Chyba ve výrazu: Neočekávaný operátor / Chyba ve výrazu: Neočekávaný operátor / Chyba ve výrazu: Neočekávaný operátor / Chyba ve výrazu: Neočekávaný operátor / Chyba ve výrazu: Neočekávaný operátor / Chyba ve výrazu: Neočekávaný operátor / Chyba ve výrazu: Neočekávaný operátor / Chyba ve výrazu: Neočekávaný operátor / Chyba ve výrazu: Neočekávaný operátor / Chyba ve výrazu: Neočekávaný operátor / -1.0000-0 | 104610 Q26783352 | | U pomníčku postaveném na památku obyvatel zavražděných gestapem a vypálení osady Vařákovy paseky v r. 1945 |
| Lípa v Lázech                                |                                                                                    | Lázy u Valašského Meziříčí 49°25′5″ s. š., 17°52′12″ v. d.     | lípa velkolistá                        | 420 | 100064 Q26783552 | | Lípa velkolistá o obvodu kmene 420 cm a výšce 23 m roste na hranici dvou pozemků v k.ú. Lázy u Valašského Meziříčí. Stáří lípy je odhadováno na 200 let. |
| Babyka u vodojemu                            |                                                                                    | Leskovec                                                       | javor babyka                           | 397 | 106170 Q73599760 | | V remízku u vodojemu mezi pastvinami na východním svahu nad obcí Leskovec. |
| Lípa v Leskovci                              | Lípa v Leskovci                                                                    | Leskovec 49°17′18″ s. š., 17°59′55″ v. d.                      | lípa velkolistá                        | 325 | 106166 Q73599744 | | Na dvoře domu č.p. 39 u hlavní komunikace procházející obcí Leskovec. |
| Buk lesní v Lešné                            | Buk lesní v Lešné                                                                  | Lešná 49°31′8″ s. š., 17°55′53″ v. d.                          | buk lesní červenolistý                 | 412 | 100052 Q26783522 | | Červenolistý kultivar buku lesního rostoucí v těsné blízkosti kostela sv. Michaela v Lešné má výšku 20 m, obvod kmene 412 cm a odhadované stáří 150 let. |
| Hajtrova hrušeň                              |                                                                                    | Liptál 49°18′56″ s. š., 17°54′7″ v. d.                         | hrušeň obecná                          | 214 | 106168 Q73599754 | | Ve skupině liniové zeleně na terénní hraně mezi pastvinami nad žlebem potoka Rokytenka v lokalitě zvané " V Háji". |
| Liptálská lípa                               |                                                                                    | Liptál 49°17′29″ s. š., 17°55′36″ v. d.                        | lípa velkolistá                        | 463 | 105991 Q26790607 | | V centru obce na levém břehu Rokytenky poblíž katolického kostela |
| Tomanův dub †                                |                                                                                    | Liptál                                                         | dub letní                              | 397 | 100056           | | Uprostřed obce, okraj zahrady rodinného domu čp. 152 |
| Liptálský buk                                |                                                                                    | Liptál 49°17′26″ s. š., 17°55′27″ v. d.                        | buk lesní červenolistý                 | 360 | 104854 Q26789506 | | V zámeckém parku v centru obce |
| Liptálský jilm                               |                                                                                    | Liptál 49°17′27″ s. š., 17°55′29″ v. d.                        | jilm habrolistý                        | 560 | 104855 Q26789507 | | V zámeckém parku v centru obce |
| Liptálský tis                                |                                                                                    | Liptál 49°19′9″ s. š., 17°55′16″ v. d.                         | tis červený                            | 170 | 100061 Q26783544 | | V lesním porostu 605 D3, naproti nemovitosti u Porubů, v údolí V Hlubokém, mezi k.ú. Lhota a Liptál |
| Žídkův buk                                   | Žídkův buk                                                                         | Lužná u Vsetína 49°13′41″ s. š., 18°0′34″ v. d.                | buk lesní                              | 400 | 100057 Q26783534 | Kategorie „Žídkův buk“ na Wikimedia Commons                                                                         | Na louce za obcí Lužná v lokalitě "Vráblovy paseky" |
| Jilm u Brodského potoka                      | Jilm u Brodského potoka                                                            | Nový Hrozenkov 49°20′18″ s. š., 18°12′13″ v. d.                | jilm horský                            | 640 | 105882 Q26790498 | Kategorie „Jilm u Brodského potoka (Nový Hrozenkov)“ na Wikimedia Commons                                           | Na levém břehu Brodského potoka nedaleko centra v sousedství uhelných skladů |
| Babyka pod Hůrkou                            |                                                                                    | Police 49°26′48″ s. š., 17°52′32″ v. d.                        | javor babyka                           | & Chyba ve výrazu: Neočekávaný operátor / Chyba ve výrazu: Neočekávaný operátor / Chyba ve výrazu: Neočekávaný operátor / Chyba ve výrazu: Neočekávaný operátor / Chyba ve výrazu: Neočekávaný operátor / Chyba ve výrazu: Neočekávaný operátor / Chyba ve výrazu: Neočekávaný operátor / Chyba ve výrazu: Neočekávaný operátor / Chyba ve výrazu: Neočekávaný operátor / Chyba ve výrazu: Neočekávaný operátor / Chyba ve výrazu: Neočekávaný operátor / Chyba ve výrazu: Neočekávaný operátor / Chyba ve výrazu: Neočekávaný operátor / Chyba ve výrazu: Neočekávaný operátor / Chyba ve výrazu: Neočekávaný operátor / -1.0000-0 | 105958 Q26790578 | | Javor babyka, jehož stáří je odhadováno na 120 let, roste na křovinaté mezi u polní cesty jihovýchodně od obce Police. Strom je vícekmenem s obvody 246, 202 a 150 cm a výškou 16 m. |
| Lípy u Mrnuštíků                             |                                                                                    | Police                                                         | lípa malolistá (3)                     | | 106249 Q76809987 | | Lípy stojí kolem sošky Panny Marie na křižovatce červené turistické trasy a zelené cyklotrasy č. 6220 v okrajové části obce Oznice u č.p. 34. |
| Lípy v Policích                              |                                                                                    | Police 49°27′18″ s. š., 17°51′39″ v. d.                        | lípa malolistá                         | & Chyba ve výrazu: Neočekávaný operátor / Chyba ve výrazu: Neočekávaný operátor / Chyba ve výrazu: Neočekávaný operátor / Chyba ve výrazu: Neočekávaný operátor / Chyba ve výrazu: Neočekávaný operátor / Chyba ve výrazu: Neočekávaný operátor / Chyba ve výrazu: Neočekávaný operátor / Chyba ve výrazu: Neočekávaný operátor / Chyba ve výrazu: Neočekávaný operátor / Chyba ve výrazu: Neočekávaný operátor / Chyba ve výrazu: Neočekávaný operátor / Chyba ve výrazu: Neočekávaný operátor / Chyba ve výrazu: Neočekávaný operátor / Chyba ve výrazu: Neočekávaný operátor / Chyba ve výrazu: Neočekávaný operátor / -1.0000-0 | 105977 Q26783347 | | Přibližně před 170 lety byla na pahorku s křížem na západním okraji obce Police vysazena skupina tří lip malolistých, nyní o obvodech kmenů 305, 390, 334 cm a výšce okolo 18 m. Kříž pořídili v roce 1922 Josef a Marie Králíkovi u kameníka Jeništy v Bystřici pod Hostýnem. Na původním kamenném podstavci je novější kříž s litinovým korpusem Krista. |
| Lípy popravených vlastenců                   | Lípy popravených vlastenců Stanislava Mikoláška, Miroslava Ondrašíka a Jana Mazala | Poličná 49°28′5″ s. š., 17°57′17″ v. d.                        | lípa malolistá (3)                     | & Chyba ve výrazu: Neočekávaný operátor / Chyba ve výrazu: Neočekávaný operátor / Chyba ve výrazu: Neočekávaný operátor / Chyba ve výrazu: Neočekávaný operátor / Chyba ve výrazu: Neočekávaný operátor / Chyba ve výrazu: Neočekávaný operátor / Chyba ve výrazu: Neočekávaný operátor / Chyba ve výrazu: Neočekávaný operátor / Chyba ve výrazu: Neočekávaný operátor / Chyba ve výrazu: Neočekávaný operátor / Chyba ve výrazu: Neočekávaný operátor / Chyba ve výrazu: Neočekávaný operátor / Chyba ve výrazu: Neočekávaný operátor / Chyba ve výrazu: Neočekávaný operátor / Chyba ve výrazu: Neočekávaný operátor / -1.0000-0 | 104596 Q26783343 | Kategorie „Lípy popravených vlastenců Stanislava Mikoláška, Miroslava Ondrašíka a Jana Mazala“ na Wikimedia Commons | Kolem pomníku popravených vlastenců ve Valašském Meziříčí. Skupina tří lip malolistých a pomník jsou upomínkou na tragickou smrt tří vlastenců popravených za II. světové války nacistickými okupanty. Partyzán Stanislav Mikolášek byl oběšen 11.5.1944 za zastřelení strážníka a postřelení tajného policisty. Miroslav Ondrašík byl krutě mučen a poté popraven dne 12.11.1944 za pokus o přechod státní hranice se Slovenskem ve snaze jít pomoci v bojích Slovenského národního povstání. Ve stejný den byl popraven i Jan Mazal, účastník domácího odboje. |
| Horákův dub                                  |                                                                                    | Poličná 49°27′39″ s. š., 17°56′16″ v. d.                       | dub letní                              | 680 | 100067 Q26783560 | | Stáří mohutného dubu letního je odhadováno na 430 let, jeho výška je asi 21 m a obvod kmene 680 cm. Najdeme jej v remízu na okraji louky v obci Poličná. |
| Peškova lípa                                 |                                                                                    | Pozděchov 49°14′11″ s. š., 17°56′16″ v. d.                     | lípa velkolistá                        | 497 | 100041 Q26783498 | | V zahradě u vjezdu do usedlosti čp. 89 |
| Dub na Prženských pasekách                   |                                                                                    | Pržno u Vsetína 49°23′53″ s. š., 17°55′28″ v. d.               | dub letní                              | 480 | 104857 Q26789510 | | Ve svahu nad studnou uvnitř areálu bývalé usedlosti |
| Babyka za humny v Rokytnici                  | Babyka za humny v Rokytnici                                                        | Rokytnice u Vsetína 49°19′54″ s. š., 17°59′34″ v. d.           | javor babyka                           | 280 | 100058 Q26783538 | Kategorie „Babyka za humny v Rokytnici“ na Wikimedia Commons                                                        | Na severovýchodním okraji obce, na rozhraní polní cesty a louky, lokalita Bečevná |
| Lípa u solaneckého fojtství †                |                                                                                    | Solanec pod Soláněm                                            | lípa velkolistá                        | 490 | 104380           | | Na travnaté ploše na jihozápadním rohu bývalého fojtství |
| Lípa u solaneckého fojtství 2 †              |                                                                                    | Solanec pod Soláněm 49°25′23″ s. š., 18°13′20″ v. d.           | lípa velkolistá                        | 560 | 100045 Q26783502 | | Na travnatém pozemku mezi dvěma zpevněnými příjezdovými cestami cca 45 m od bývalého fojtství. Ochrana zrušena 23. dubna 2025. |
| Střítežský jasan Na Příčnici                 | Střítežský jasan Na Příčnici                                                       | Střítež nad Bečvou 49°27′27″ s. š., 18°2′47″ v. d.             | jasan ztepilý                          | 340 | 104742 Q26789369 | Kategorie „Střítežský jasan Na Příčnici“ na Wikimedia Commons                                                       | Staletý jasan ztepilý o obvodu kmene 356 cm a výšce 20 m roste nedaleko hospodářské budovy na konci obce Střítež nad Bečvou v místě zvaném Příčnice. |
| Krásenský tis                                |                                                                                    | Valašské Meziříčí 49°28′35″ s. š., 17°58′5″ v. d.              | tis červený                            | 210 | 105975 Q26790598 | | Na zahradě v obytné zástavbě ve Valašském Meziříčí roste tis červený s obvodem kmene 210 cm a výškou 10,5 m. Jeho stáří se odhaduje na 150 let. |
| Platan v parku Botanika                      |                                                                                    | Valašské Meziříčí 49°28′10″ s. š., 17°57′54″ v. d.             | platan javorolistý                     | 372 | 105976 Q26790599 | | Platan javorolistý, jehož stáří je odhadováno na 130 let, roste v parku Botanika poblíž gymnázia ve Valašském Meziříčí. Obvod kmene při posledním měření byl 372 cm a výška stromu 30 m |
| Lípa ve Valašském Meziříčí                   | Lípa ve Valašském Meziříčí                                                         | Valašské Meziříčí-město 49°28′13″ s. š., 17°58′21″ v. d.       | lípa velkolistá                        | 312 | 100050 Q26783515 | Kategorie „Lípa ve Valašském Meziříčí“ na Wikimedia Commons                                                         | Lípa velkolistá roste na ulici Poláškova nedaleko náměstí. Obvod kmene má 343 cm a výšku 18 m, stáří je odhadováno na 100 let. |
| Lípa Na Sihle                                |                                                                                    | Velké Karlovice 49°22′12″ s. š., 18°19′46″ v. d.               | lípa srdčitá                           | 410 | 105606 Q26790179 | | Po levé straně silnice Velké Karlovice-Makov těsně za odbočkou do Podťatého jako součást památkově chráněné zemědělské usedlosti Na Sihle |
| Lípa u Karlovského muzea                     |                                                                                    | Velké Karlovice 49°21′37″ s. š., 18°17′4″ v. d.                | lípa srdčitá                           | 505 | 105605 Q26790178 | | V areálu historického muzea |
| Lípy na Machůzkách                           |                                                                                    | Velké Karlovice 49°22′ s. š., 18°18′50″ v. d.                  | lípa velkolistá (2)                    | & Chyba ve výrazu: Neočekávaný operátor / Chyba ve výrazu: Neočekávaný operátor / Chyba ve výrazu: Neočekávaný operátor / Chyba ve výrazu: Neočekávaný operátor / Chyba ve výrazu: Neočekávaný operátor / Chyba ve výrazu: Neočekávaný operátor / Chyba ve výrazu: Neočekávaný operátor / Chyba ve výrazu: Neočekávaný operátor / Chyba ve výrazu: Neočekávaný operátor / Chyba ve výrazu: Neočekávaný operátor / Chyba ve výrazu: Neočekávaný operátor / Chyba ve výrazu: Neočekávaný operátor / Chyba ve výrazu: Neočekávaný operátor / Chyba ve výrazu: Neočekávaný operátor / Chyba ve výrazu: Neočekávaný operátor / -1.0000-0 | 105607 Q26783357 | | U dřevěného kříže na pravé straně silnice Vsetín-Velké Karlovice-Makov |
| Dub v Semetíně                               |                                                                                    | Vsetín 49°20′43″ s. š., 17°57′20″ v. d.                        | dub zimní                              | 338 | 106164 Q73599738 | | Mělký žleb na západním svahu nad místní částí Semetín mezi domy č.p. 465 a chatkou, lesík mezi pastvinami. |
| Dub ve Vsetíně                               |                                                                                    | Vsetín 49°20′46″ s. š., 17°58′44″ v. d.                        | dub letní                              | 380 | 106163 Q73599731 | | V areálu výkupny kovů v průmyslové zóně na levém břehu Vsetínské Bečvy na ulici Jiráskova. |
| Lípa u Vilémů                                |                                                                                    | Vsetín 49°21′24″ s. š., 18°1′31″ v. d.                         | lípa velkolistá                        | 460 | 106165 Q73599740 | | Na rozcestí polních cest v závěru údolí Velký Skalník nad usedlostí č.p. 547 |
| Lípy u Sládků                                |                                                                                    | Vsetín 49°20′20″ s. š., 17°57′10″ v. d.                        | lípa velkolistá (2)                    | & Chyba ve výrazu: Neočekávaný operátor / Chyba ve výrazu: Neočekávaný operátor / Chyba ve výrazu: Neočekávaný operátor / Chyba ve výrazu: Neočekávaný operátor / Chyba ve výrazu: Neočekávaný operátor / Chyba ve výrazu: Neočekávaný operátor / Chyba ve výrazu: Neočekávaný operátor / Chyba ve výrazu: Neočekávaný operátor / Chyba ve výrazu: Neočekávaný operátor / Chyba ve výrazu: Neočekávaný operátor / Chyba ve výrazu: Neočekávaný operátor / Chyba ve výrazu: Neočekávaný operátor / Chyba ve výrazu: Neočekávaný operátor / Chyba ve výrazu: Neočekávaný operátor / Chyba ve výrazu: Neočekávaný operátor / -1.0000-0 | 100044 Q26783365 | | Na rozhraní polní cesty a louky v lokalitě Semetín "Sládci" |
| Machalova lípa                               |                                                                                    | Vsetín 49°19′28″ s. š., 17°59′7″ v. d.                         | lípa velkolistá                        | 520 | 106270 Q73601886 | | Dolní okraj zalesněného svahu nad cestou v okrajové části obce, u odbočky k domu č. p. 39 v ulici Machalův Dvůr |
| Smilkův jilm †                               |                                                                                    | Vsetín 49°21′23″ s. š., 17°58′43″ v. d.                        | jilm vaz                               | 355 | 100043           | | lokalita Ohýřov |
| Turpišův dub                                 |                                                                                    | Vsetín 49°21′48″ s. š., 17°58′8″ v. d.                         | dub letní                              | 348 | 100055 Q26783532 | | Na severní straně silnice Vsetín-Jablůňka, před benzinovou stanicí Bobrky |
| Dub ve Veselé                                |                                                                                    | Zašová                                                         | dub letní                              | 310 | 106250 Q73601794 | | Strom stojí na rozsáhlé travnaté ploše s herními prvky dětského hřiště mezi sportovním areálem a bytovými domy v obci Veselá. |
| Lípa Josefa Pavelky †                        |                                                                                    | Zašová                                                         | lípa srdčitá                           | 380 | 104741           | | Na nezpevněné ploše dvora u čp. 457 |
| Lípy u kostela ve Zděchově                   | Lípy u kostela ve Zděchově                                                         | Zděchov 49°15′41″ s. š., 18°4′36″ v. d.                        | lípa velkolistá (1) lípa malolistá (1) | & Chyba ve výrazu: Neočekávaný operátor / Chyba ve výrazu: Neočekávaný operátor / Chyba ve výrazu: Neočekávaný operátor / Chyba ve výrazu: Neočekávaný operátor / Chyba ve výrazu: Neočekávaný operátor / Chyba ve výrazu: Neočekávaný operátor / Chyba ve výrazu: Neočekávaný operátor / Chyba ve výrazu: Neočekávaný operátor / Chyba ve výrazu: Neočekávaný operátor / Chyba ve výrazu: Neočekávaný operátor / Chyba ve výrazu: Neočekávaný operátor / Chyba ve výrazu: Neočekávaný operátor / Chyba ve výrazu: Neočekávaný operátor / Chyba ve výrazu: Neočekávaný operátor / Chyba ve výrazu: Neočekávaný operátor / -1.0000-0 | 100046 Q26783360 | | V obci před vstupem do kostela |
| Koláčkův tis                                 | Koláčkův tis                                                                       | Zubří 49°28′56″ s. š., 18°5′22″ v. d.                          | tis červený                            | 347 | 100065 Q12029871 | Kategorie „Koláčkův tis“ na Wikimedia Commons                                                                       | V obci u čp. 181 |
| Lípa srdčitá u pomníku popravených partyzánů | Lípa srdčitá u pomníku popravených partyzánů                                       | Zubří 49°27′49″ s. š., 18°5′33″ v. d.                          | lípa srdčitá                           | 240 | 100060 Q26783540 | Kategorie „Lípa srdčitá u pomníku popravených partyzánů“ na Wikimedia Commons                                       | u pomníku |